# 壊れたピアノとリビングデッド
『壊れたピアノとリビングデッド』はMUCCの14thアルバム。2019年2月13日発売。発売元はデンジャークルー・レコード。

## 概要
- 朱ゥノ吐VIP会員限定受注生産盤、通常盤の2タイプが発売。
- 「ホラー」と「鍵盤」という二つのテーマを持ったコンセプトアルバム。コンセプトアルバムとしては『T.R.E.N.D.Y. -Paradise from 1997-』以来約3年半ぶりである。
- シングル曲が収録されていないオリジナルアルバムとしては『6』以来約13年ぶりとなる。
- 『カルマ』以来約8年半ぶりにアルバムにインストが収録されている。
- もともとはアウトテイク（ボツ曲）を集めたものをリリースするというアイデアから始まり、そこに上記のテーマを軸に書き下ろした新曲を加えた形となった。[1]
- 鍵盤やピアノが大々的にフィーチャーされることと、リリースツアーにおいて過去曲も全て鍵盤込みのアレンジで演奏することから、期間限定メンバーとして吉田トオルが加入している。
- 2020年に開催予定だったが中止が発表されたヨーロッパツアー『MUCC 2020 Lock on snipe Tour #11 ～Style of EUROPE Broken Piano And Imprisonment of livingdead 8days～』のために海外でのみ製作された本作の海外限定アナログ盤をドイツより逆輸入、数量限定でBARKS×ARTIST DELI SHOPPINGにて2020年10月23日より販売される。

## 収録曲

### CD
1. 壊れたピアノ [2:02]
（作曲:ミヤ）
  - インスト。
2. サイコ [4:00]
（作詞:ミヤ/作曲:ミヤ、YUKKE）
3. アイリス [4:03]
（作詞・作曲:ミヤ）
  - 2018年12月に開催されたツアー「MUCC 2018 Lock on Snipe Tour #3『北陸収監型6days』」、そして2019年1月に開催されたDEZERTとの合同ツアー「【Is This The "FACT"?】TOUR 2019」にて披露された。
4. ヴァンパイア [4:45]
（作詞・作曲:ミヤ）
  - 『THE END OF THE WORLD』の頃からあったが、同アルバムにはミヤ曰く「いらねぇな」と思いお蔵入りになっていた曲。リズム隊は当時レコーディングした音源をそのまま使用している。[2]
5. In the shadows [5:48]
（作詞:逹瑯/作曲:ミヤ）
  - シングル「時限爆弾」製作時に万が一YUKKEの曲が間に合わなかった時のための保険としてミヤが作った曲。
  - 2018年6月に開催されたツアー「MUCC 2018 Lock on Snipe Tour #1『北海道収監型6days』」にて披露されている。なおこのバージョンはアルバムに収録されているのとは歌詞が一部違う。
6. 積想 [5:22]
（作詞・作曲:逹瑯）
  - 「MUCC 2018 Lock on Snipe Tour #3『北陸収監型6days』」にて販売するデモテープ候補だった曲。最終的に採用された「メルト」と違い一発録り向きではなかったためアウトテイクとなった。
  - ピアノはミヤが弾いている。
7. 百合と翼 [4:26]
（作詞:SATOち、逹瑯/作曲:ミヤ、SATOち）
8. カウントダウン [6:02]
（作詞・作曲:ミヤ）
  - アニメタイアップ用に元々作った曲で、その後も「いいところまでいって入らず」を繰り返していた曲。
9. Living Dead [4:40]
（作詞・作曲:逹瑯）